# Crassula clavata
Crassula clavata (лат.) — вид суккулентных растений рода Толстянка (Crassula) семейства Толстянковые (Crassulaceae), естественно произрастающий на территории Капской провинции Южно-Африканской Республики.

## Описание
Растения многолетние, обычно с несколькими прикорневыми розетками, редко сильно разветвленные, с мясистыми или слегка деревянистыми ветвями и старыми, не опадающими листьями. Листья, от обратноланцетных до обратнояйцевидных или эллиптических, размером 20-40(-60) х 5-13 мм, могут быть от тупых до округлых, сверху плоскими или слегка выпуклыми, снизу очень выпуклыми, на земле загнутыми и более или менее плоскими. Они обычно окрашены в пурпурно-красные, редко в желтовато-зеленые или зеленые оттенки. Листья могут быть голыми, редко с короткими волосками и/или краевыми ресничками.

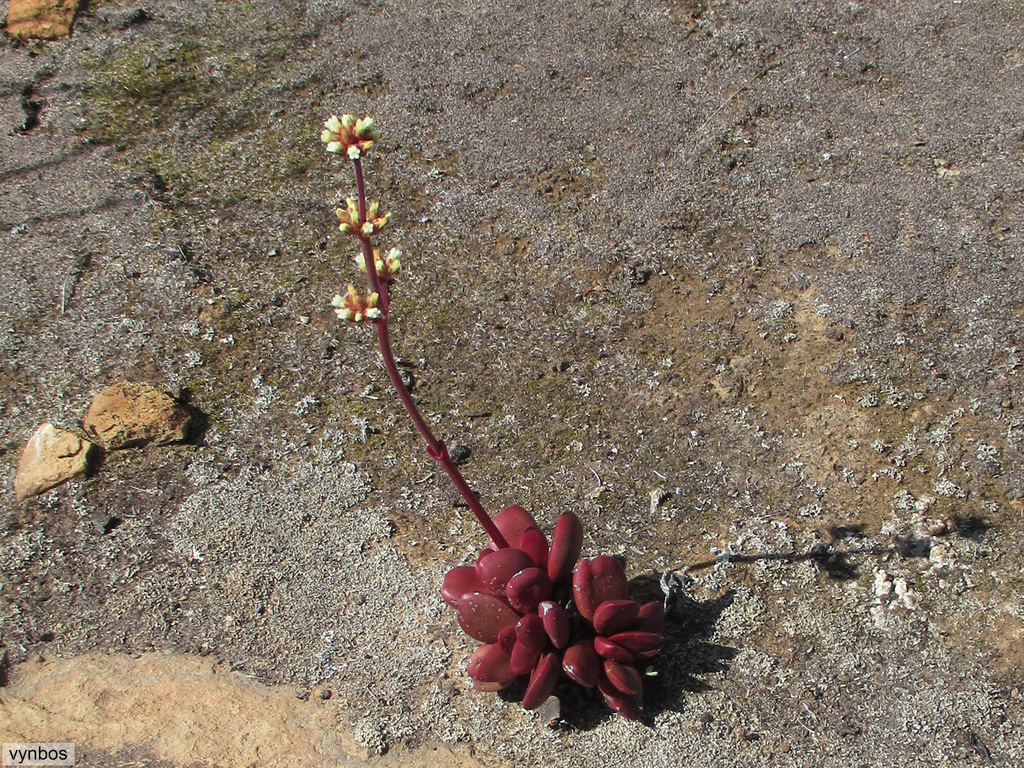
Соцветие

Соцветие представлено удлиненным тирсом с множеством дихазиев (то есть, частичные соцветия образуются из 3-5 узлов центральной оси), на цветоносе длиной 0,1-0,2(-0,3) метра, который может быть голым или покрытым тонкими волосками. Чашечка состоит из продолговато-треугольных, 1,5-2(-2,5) мм длиной долей, с тупыми концами, обычно с тонкими волосками или мелкими ресничками по краям, мясистыми, окрашенными от зеленого до красного цвета. Венчик трубчатый или почти цилиндрический, у основания сросшийся на 0,8-1 мм, от кремового до бледно-желтого цвета; лопасти имеют пандуриформную форму, 2,5-3,5 мм длиной, с почти шаровидным дорсальным придатком в конечном положении и перепончатой вершиной внутри. Тычинки с желтыми пыльниками. Чешуйки продолговато-клиновидные, 0,6-1 х 0,4-0,6 мм, усеченные до слегка выемчатых, обычно резко расширяющиеся, затем постепенно сужающиеся к основанию, мясистые, окрашенные от желтого до оранжевого цвета.

## Таксономия
Crassula clavata N.E.Br., первое упоминание в Bull. Misc. Inform. Kew 1914: 167 (1914).

### Синонимы
Гомотипные (основанные на одном и том же номенклатурном типе):
- Globulea clavata (N.E.Br.) P.V.Heath (1995)